# (212) Medea
(212) Medea es un asteroide perteneciente al cinturón de asteroides descubierto el 6 de febrero de 1880 por Johann Palisa desde el observatorio de Pula, Croacia.
Está nombrado por Medea, un personaje de la mitología griega.